# Bolitophila taihybrida
Bolitophila taihybrida är en tvåvingeart som beskrevs av Sevcik och Papp 2004. Bolitophila taihybrida ingår i släktet Bolitophila och familjen smalbensmyggor.
Artens utbredningsområde är Taiwan. Inga underarter finns listade i Catalogue of Life.